# منير العبوشي
منير محمود عبد الرحمن الصيفي ويُعرف باسم منير العبوشي (أبو مجاهد؛ وُلد في 27 أبريل 1953 في كفر عبوش – تُوفي في 14 مارس 2021 في رام الله) سياسي وعسكري فلسطيني برتبة لواء وأسير سابق في سجون الاحتلال الإسرائيلي، كان عضوًا في حركة فتح ومجلسها الاستشاري، ومحافظًا لمحافظة سلفيت بين عامي 2006 و2010.

## حياته
وُلد العبوشي في قرية كفر عبوش في قضاء طولكرم إبان فترة الإدارة الأردنية للضفة الغربية في 27 أبريل 1953. تلقى تعليمه في مدارس قضاء طولكرم، وغادر إلى لبنان ثم سوريا حيث أكمل دراسته الجامعية في جامعة دمشق. انضم إلى حركة فتح في عام 1970. اعتقله جيش الاحتلال الإسرائيلي للمرة الأولى بين عامي 1974 و1986، والثانية بين عامي 1987 و1988، والأخيرة اعتقالا إداريًا بين عامي 1989 و1990.
استطاع الانتقال من الضفة الغربية إلى قطاع غزة، والمغادرة إلى مصر ثم الالتحاق بمنظمة التحرير الفلسطينية في تونس. سمحت إسرائيل له بالعودة إلى الأراضي الفلسطينية عام 1995، بعد توقيع اتفاق سلام بينها وبين منظمة التحرير الفلسطينية.
عمل في جهاز الأمن الوقائي الفلسطيني ثم في جهاز الشرطة المدنية الفلسطينية. عُين في عام 2006، محافظًا لمحافظة سلفيت وكان أول محافظٍ لها، واستمر في منصبه حتى إحالته للتقاعد في عام 2010.

## وفاته
أُصيب بمرض كوفيد–19 في 28 فبراير 2021 وأُدخل لاحقًا لتلقي العلاج في مجمع فلسطين الطبي (مستشفى رام الله الحكومي) حيث تُوفي في 14 مارس إثر جلطة حادة على القلب 2021.
دُفن في مسقط رأسه بقرية كفر عبوش في 15 مارس 2021، ونعاه رئيس دولة فلسطين محمود عباس.